# 勝鬨橋
勝鬨橋（かちどきばし）は、東京都中央区にある隅田川に架かる橋。晴海通り（東京都道304号日比谷豊洲埠頭東雲町線）が通る。日本で現存する数少ない可動橋（跳開橋）であるが、1980年に機械部への送電を取り止めており、可動部もロックされ、跳開することはない。
近年、再び跳開させようとの市民運動や都・一部都議の動きはあるものの、機械部等の復旧に莫大な費用（東京都の試算では約10億円）がかかることや多数の道路交通量があることから、実現の目途は立っていない。

## 歴史

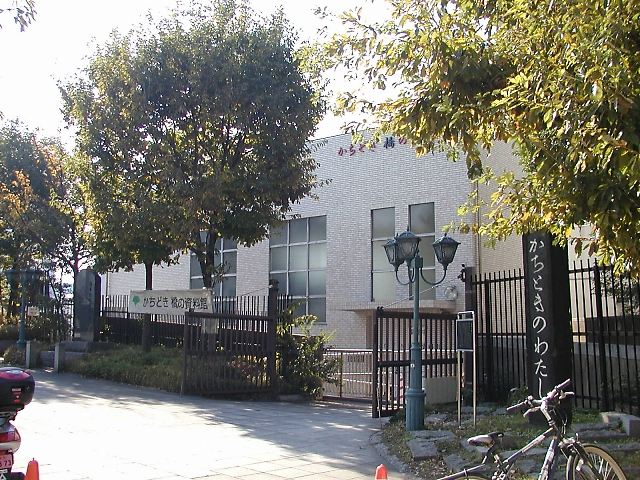
かちどき橋の資料館

明治期より架橋の計画は何度かあったものの実現せずにいた。1905年（明治38年）1月18日、日露戦争における旅順陥落祝勝記念として有志により「勝鬨の渡し」が設置された。築地と、対岸の月島の間を結ぶ渡し舟である。埋め立てが完了した月島には石川島造船所の工場などが多く完成しており多数の交通需要があったことで、1929年（昭和4年）「東京港修築計画」に伴う4度目の計画で架橋が実現した。
建設当時は隅田川を航行する船舶が多かった。このため陸運よりも水運を優先させるべく、3,000トン級の船舶が航行することを視野に入れた可動橋として設計され、跳開により大型船舶の通航を可能とした。高架橋とする案もあったが建設費が安く済むため、可動橋案が選定された。
勝鬨橋の工事は1933年に着工し、1940年6月14日に完成。1940年に「皇紀2600年」を記念して月島地区で開催予定であった日本万国博覧会へのアクセス路とする計画の一環でもあったため、格式ある形式、かつ日本の技術力を誇示できるような橋が求められた。そのため、イギリスやドイツ等から技術者を導入せず、全て日本人の手で設計施工を行った。結果的に博覧会は日中戦争の激化などもあって軍部の反対により中止されたが、勝鬨橋は無事完成し「東洋一の可動橋」と呼ばれるほどの評判を得た。当初から路面電車用のレールが敷設されており、1947年から1968年まで橋上を都電が通行していた。
設置当初は1日に5回、1回につき20分程度跳開していた。この頻度はほぼ1953年頃まで続いたが、船舶通航量の減少と高度経済成長の進展で道路交通量が増大したことで次第に跳開する回数は減少し、上流に佃大橋（開閉機構を持たず桁高も両岸堤防ぎりぎり）が建設された1964年以降、船舶通航の需要は乾倉庫（現：乾汽船）にほぼ限定され、開閉回数は年間100回を下回るようになった。1967年には通航のための最後の跳開が行われた。その後は年に一度ほど試験のため跳開されていたが、航行する大型船舶がなくなったことや交通量の著しい増加などの理由で1970年11月29日を最後に開閉が停止となり、1980年には電力供給も停止された。
かつて、勝鬨橋の架替プランが検討されたことがあったが、任意団体「勝鬨橋をあげる会」の活動や、その追い風を受けた都庁内の保存派の影響力で見送られた。
1998年より夜間にライトアップが行われている。
橋のたもとの築地側にはかつての変電所を改装し、財団法人東京都道路整備保全公社が運営する「かちどき橋の資料館」が2005年4月に開館し、勝鬨橋に関する情報を得ることができる（開館日：火・木・金・土。入場無料）。また、定期的に橋梁設備の見学会が行われている。
2006年4月24日には、東京都が依託した土木学会の調査研究小委員会により、勝鬨橋の開閉に技術的な問題は無いとの報告が出た。
2007年6月18日、都道府県の道路橋として初めて、清洲橋・永代橋と共に勝鬨橋が国の重要文化財（建造物）に指定された。
跳開部の機械設備は2017年度、日本機械学会から機械遺産に認定された。

## 構造・運用

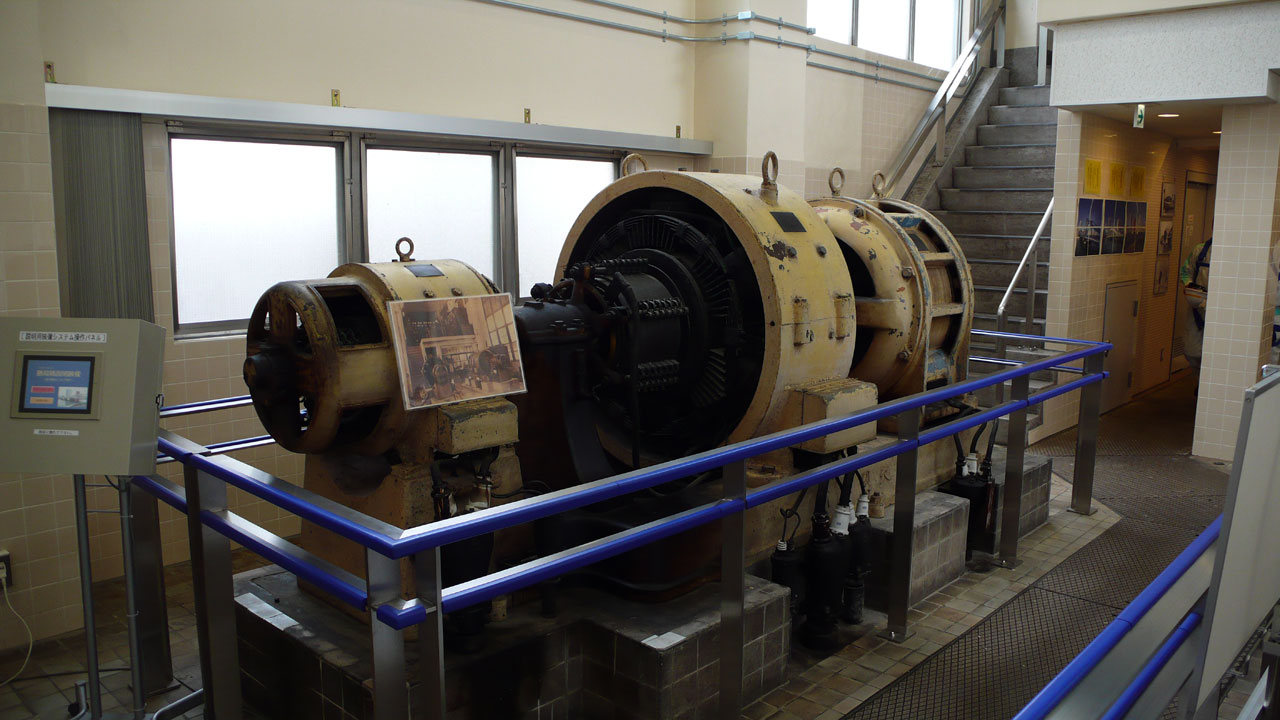
かちどき橋の資料館内発電ユニット

橋の両端部はアーチ橋となっており、中央部が上方に開く構造となっている。開く角度は最大70度、約70秒で全開になる。片側だけ開く操作も可能である。可動部は橋脚から片持ちで突き出す構造で、トラニオン軸を中心に回転する。閉橋時の重量は、トラニオン軸と活荷重沓の2点で支持する。可動桁の荷重は950トンあるのに対し、可動桁後方に1,050トンのカウンターウェイトを設置することで、小さな力で開閉できるようにしている。
開閉機構を駆動する電動機は速度制御の容易な直流式を採用したが、当時は大電力の整流手段が未発達であったため、電力網から供給される3300 Vの交流で電動機を回転させて直流発電機を駆動し、任意の電圧の直流を得るワード・レオナード方式が用いられた。交流電動機と直流発電機は専用の変電所（現：かちどき 橋の資料館）に設置されていた。変電設備は冗長性確保のため2系統から受電する独立した2基で運用されており、片方が停止した場合には自動的に他方が動作するようになっていた。変電設備で変電された直流の電力は、川底のケーブルを通じて開閉機構を収めている橋脚内機械室に送られ、直流電動機を駆動した。モーターは、出力が125馬力で2台あり、使用状況は通常は1台ずつ、強風や降雪など天候・環境の悪化した時は2台ずつで行った。また非常時には人力での開閉も可能とされていたが、人力での開閉実績はない。直流電動機は歯車減速機を介してピニオンギアを駆動し、ラック・アンド・ピニオン機構により可動桁を動かしていた。
本橋の開閉部はヒンジ構造となっているため比較的揺れや振動が生じやすく 、その機構や特徴ゆえに勝鬨橋はこの規模の交通量の橋としては強度が弱く、特殊車両の通行許可は40tまでに限定されている。開閉部の合わせ目は、運用当時から電動式のロックピン機構が備わり、現在もこのロックピンによって固定されているので、合わせ目に立ったとしても振動によるズレが感じられることがない。
橋の中央を通行していた東京市電の架線もまた橋の開閉に即すべく、橋脚の可動基部前後の架線には三つのヒンジのついた剛体構造の特殊な架線が使用されていた。
橋梁の歩道の上部には、4つの小屋が設けられており、それぞれ運転室、見張室、宿直室などとなっている。橋の操作は運転室で行う。橋が開く際は、警報サイレンの後、跳開部分と両岸アーチ部の中間にある灯火信号器が赤になり、橋上の往来を停止させていた。

## 事業担当企業・自治体

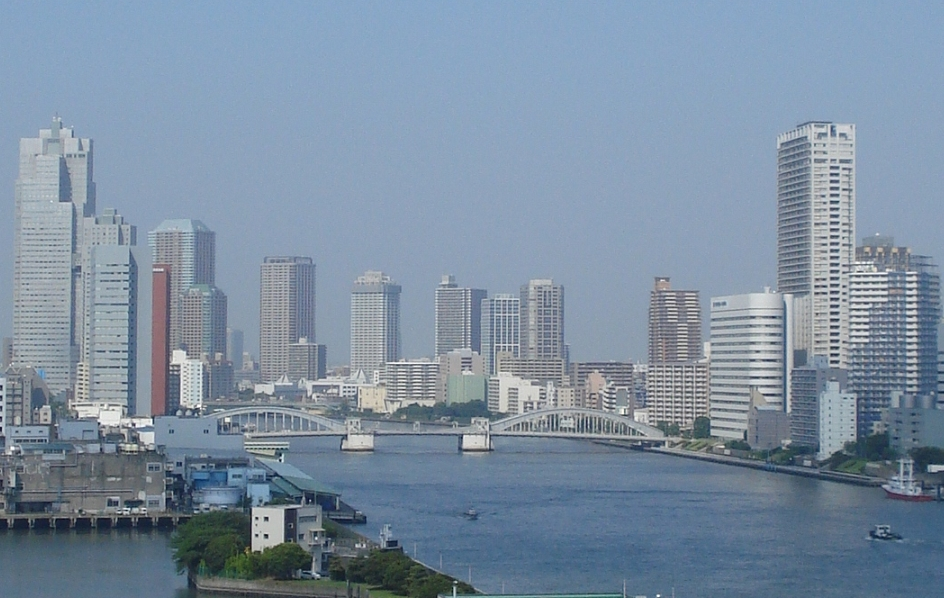
川下から（築地大橋架設前）

- 事業主体 - 東京市
- 橋桁製作
  - 月島側アーチ橋 - 石川島造船所
  - 築地側アーチ橋 - 横河橋梁製作所
  - 跳開橋 - 神戸川﨑車輌
  - 可動部
    - 機械 - 渡辺製鋼所
    - 電気 - 小穴製作所
- 下部工事
  - 橋台 - 東京市直営
  - 橋脚 - 錢高組
  - 橋脚用鉄骨製作 - 宮地鉄工所

## 勝鬨橋が登場する作品
小説
- 『鏡子の家』（三島由紀夫）
  - 冒頭で主人公たちが勝鬨橋に行く。
- 『幸福号出帆』（三島由紀夫）
  - 主人公が勝鬨橋の近くで密売品の買人をする。
- 『ひらけ!勝鬨橋』
  - 島田荘司の小説、ISBN 978-4041682043。無料老人ホームの土地を巡り、そこで暮らす老人たちと引き渡しを要求する組織たちとの攻防において、勝鬨橋を開くシーンが描かれている[2]。

映画
- 『新馬鹿時代』（1947年の映画）
  - 古川ロッパと榎本健一主演の映画。前編冒頭、車に便乗して逃亡したヤミ屋・小原金次郎（榎本）を、同じく車に便乗した警察官にして金次郎の義兄・小原庄之進（古川）が追うが、勝鬨橋の開門によって金次郎に逃げられる。
- 『魚河岸帝国』（1952年の映画）
  - 山村聡主演の映画。勝鬨橋が開く姿が見られる
- 『東京の恋人』
  - 作中で勝鬨橋が2回開閉する。ラストは勝鬨橋から落した指輪を探すドタバタ劇。
- 『ゴジラ』
  - 東京を蹂躙し、海へ帰ろうとするゴジラによってひっくり返された。
- 『麻雀放浪記』
  - ミニチュアで開いている様子を再現し、手前に人物を合成している。
- 『ミカドロイド』
  - 東京大空襲の場面に登場。
- 『地震列島』
  - マグニチュード7.9の大震災でねじれて崩壊する。映像は日本沈没からの流用であった。

テレビドラマ
- 『帰ってきたウルトラマン』
  - 第1話に登場。タッコングとザザーンとの戦いに巻き込まれ破壊されてしまった。
- 『ソナギ～雨上がりの殺意』
  - 2002年にフジテレビと韓国文化放送が共同制作したドラマ。韓国警察の刑事が、食品会社のソウル支社に勤務していた征一郎の自宅を探すシーンで登場する。
- 『瞳』
  - 一本木瞳がアルバイト先である築地の食堂へ自転車で向かう途中で渡っている。
- 『おかえりモネ』 
  - 主人公のモネが勤務する気象情報会社「ウェザーエキスパーツ」への通勤路として登場[10]。また、すれ違いが増えた恋人の菅波と久々に再会し抱き合う場面で背後に映り込んだ[11]。

漫画・アニメ
- 『Q.E.D. 証明終了』
  - トリックの素材として勝鬨橋が使われている。
- 『機動警察パトレイバー 2 the Movie』
  - 1993年8月公開。河口部から侵入したヘルハウンドの攻撃で可動部を破壊される。
- 『こちら葛飾区亀有公園前派出所』
  - 単行本71巻「勝鬨橋ひらけの巻」など。この話は両津勘吉が中学生の頃、開閉しなくなった勝鬨橋の開いた姿を転校する友人に見せるため、仲間と共に運転室に忍び込んで橋を開けるというエピソードである。
  - その他にも作中において勝鬨橋が度々登場しており、映画『こちら葛飾区亀有公園前派出所 THE MOVIE』ではクライマックスにおいて、東京中を暴走する大型ミサイルを回避するために勝鬨橋を開き、ジャンプ台代わりに利用した。
- 『逮捕しちゃうぞthe MOVIE』
  - 1999年4月公開。隅田川を東京湾に向かい逃亡するテロリストの船を阻止するため、開いた勝鬨橋を海上保安庁第三管区海上保安本部の巡視船「やしま」(PLH22) が通過、直後船体で隅田川を封鎖するシーンが見られる。
- 『ハチのす大将』（ちばてつやの漫画）
  - 主人公が開きかかった勝鬨橋をオートバイで飛び渡る。
- 『ぼくらの七日間戦争』
  - 窃盗した金品の引渡し場所で登場する。
- 『魔法使いサリー』
  - アニメ版第1作の最終回「さよならサリー」のラスト近く、サリーとカブを乗せた馬車が通ると、勝鬨橋が開き、それを伝って馬車は夜空へ飛んだ。
- 『ルパン三世 GREEN vs RED』
  - 対決シーンで登場、何者かに半分破壊されてしまう。
- 『富豪刑事 Balance:UNLIMITED』
  - 第1話に登場。主人公が爆弾の処理を兼ねて強盗2人を撃退するために開ける。
- 『新サクラ大戦 the Animation』
  - 第3話に登場。降魔の侵攻を防ぐため帝国華撃団が勝鬨橋を開ける。
- 『わんぱく探偵団』
  - 警察の車に追われている怪人二十面相の車が勝鬨橋が開きかかったところに乗じて追跡を撒く。

　その他
- 『魔法のじゅうたん』
  - 毎回必ず、魔法のじゅうたんに乗った黒柳徹子とゲストの小学生が勝鬨橋が開いた間を通り抜けて帰ってくる映像があった。
- 『タモリ倶楽部』
  - 2007年9月放送「勝鬨橋潜入で驚きの都市伝説昭和15年幻の東京万博体験ツアー」で橋の運転室・橋脚内部・機械室を紹介。跳開時にはカウンターウエイトが隅田川の水面下約2ｍまで下がることなどを見学。

- 『のびしろ』
  - 2021年にリリースされたCreepy Nutsの楽曲。「隅田川にかかる 勝鬨橋を渡る」という歌詞がある。

テレビコマーシャル
- サントリー BOSS CM プレミアムTOKYO編
  - トミー・リー・ジョーンズが操舵する水上タクシーでタモリがクルージング。超能力で勝鬨橋を開ける。

## その他
- 橋の東側の地名は「勝どき1丁目 - 6丁目」となっている。1965年の住居表示実施の際、「鬨」が当用漢字外のためひらがなになった（これ以前を含め「勝鬨」が町名に使用された実績はない）。町域内には都営大江戸線の勝どき駅がある。なお、勝鬨橋付近には都営バスが通っており、停留所として「勝どき橋南詰（みなみづめ）」がある。

## ギャラリー

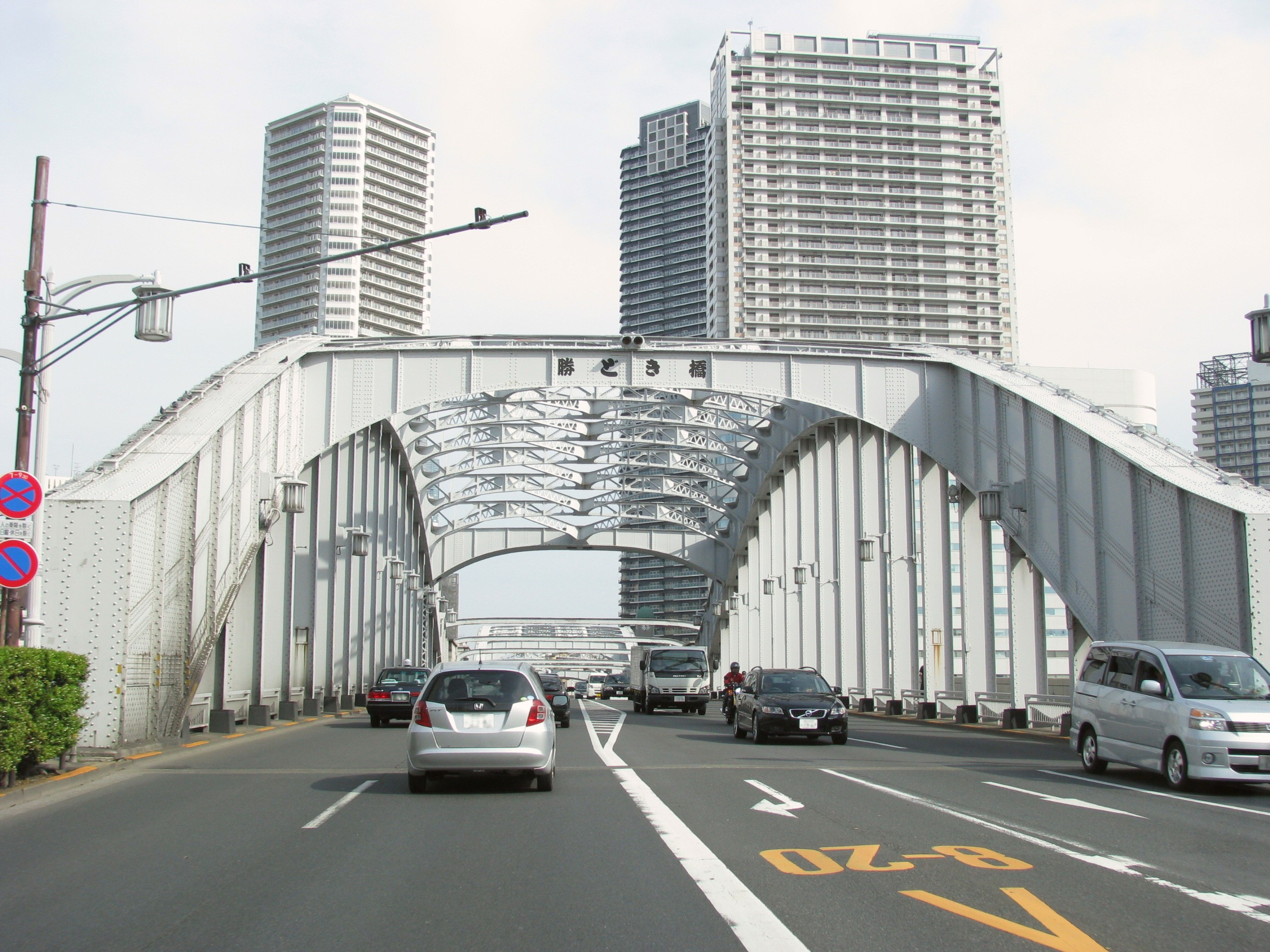
勝鬨橋の車道
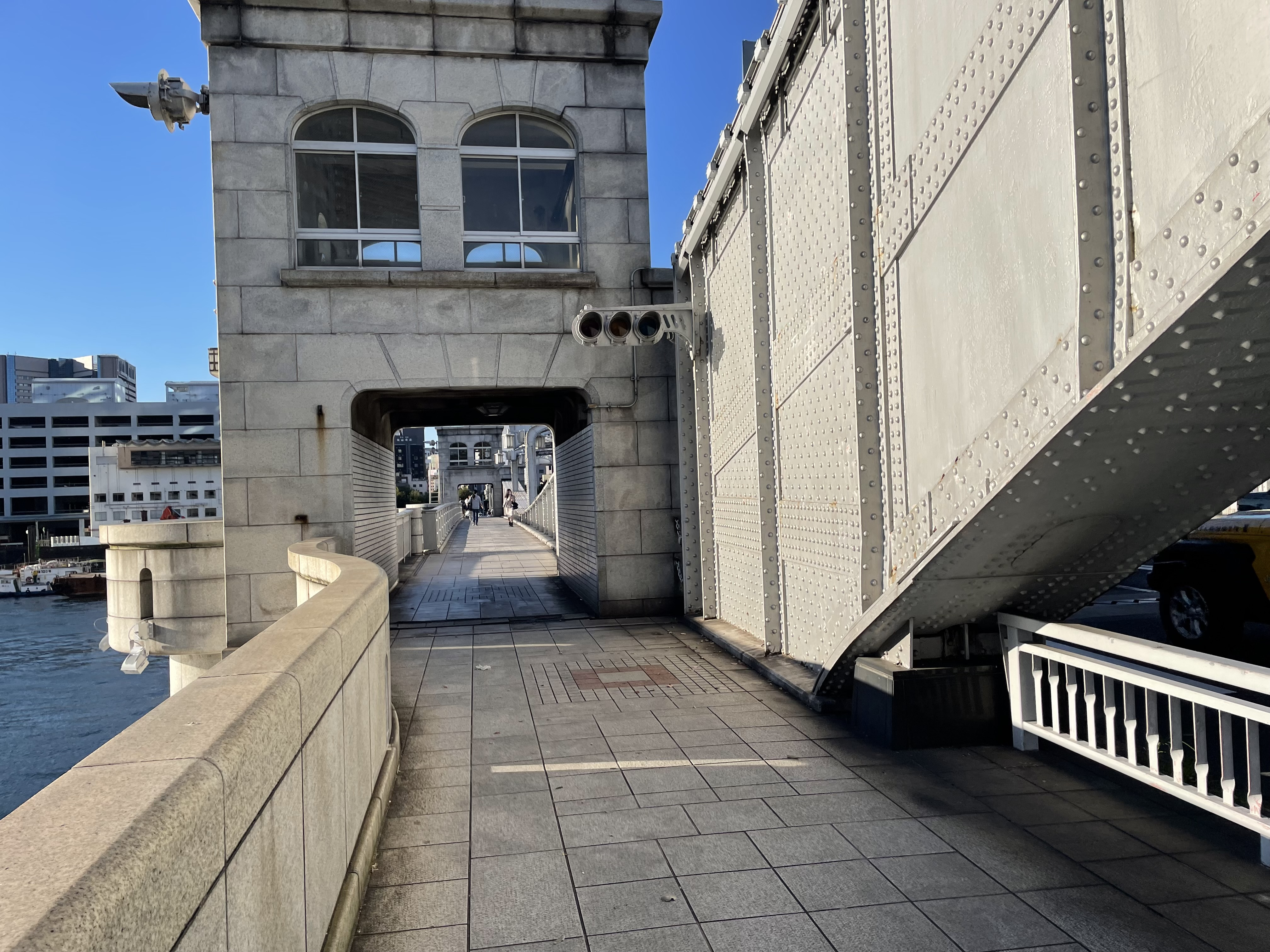
歩道にある灯火信号器
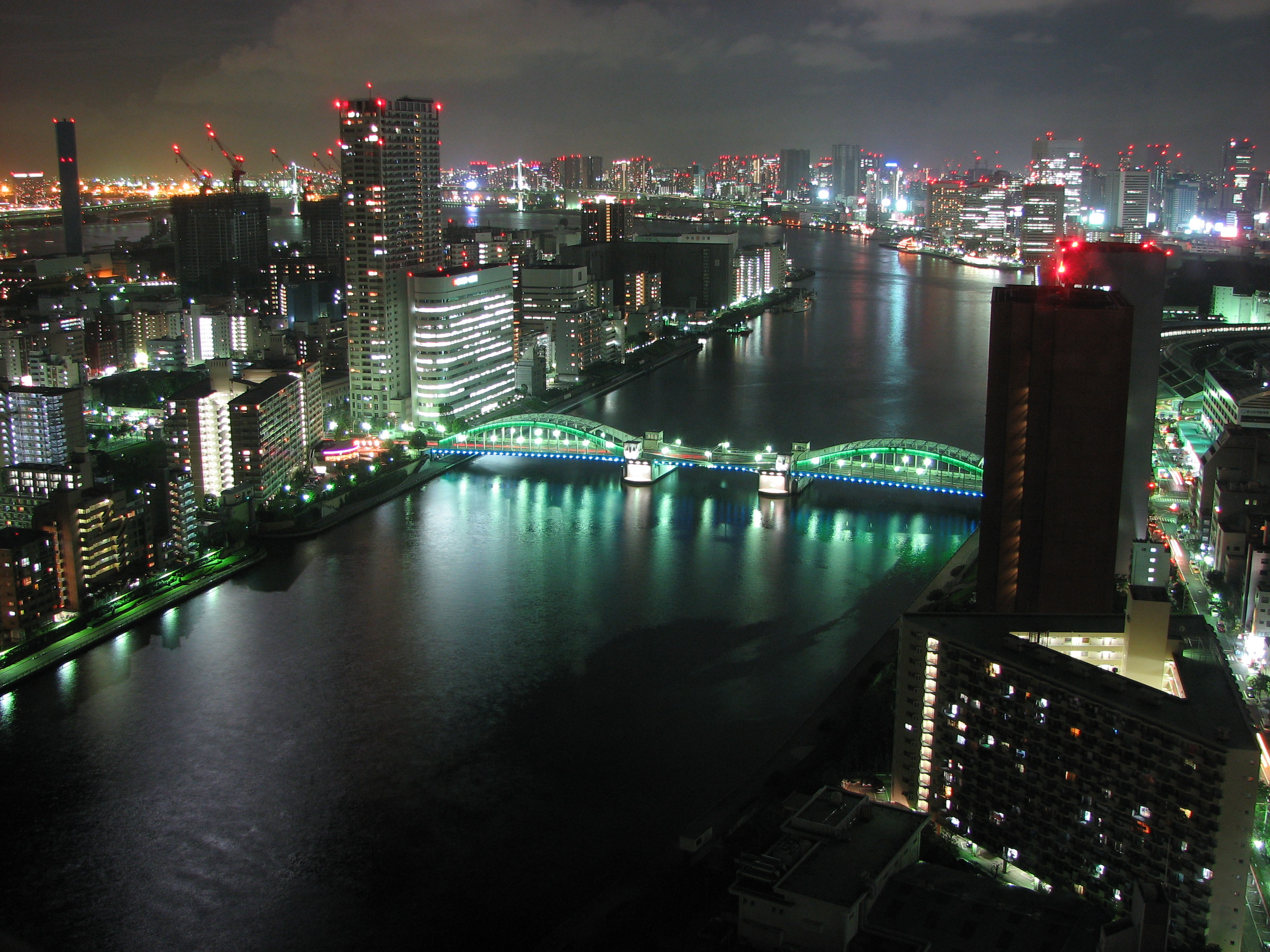
ライトアップされた勝鬨橋と周辺
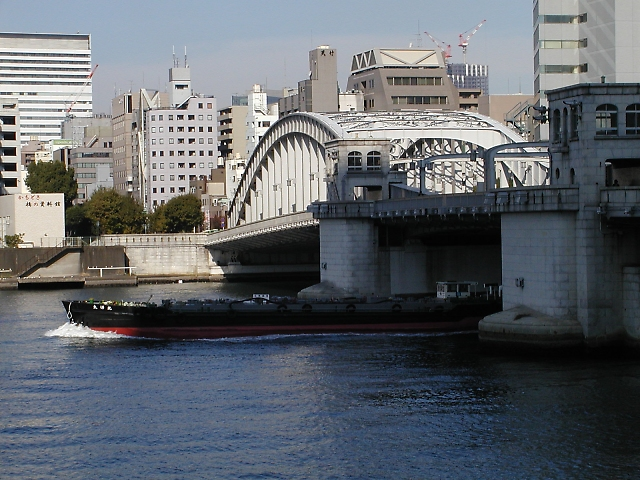
勝鬨橋とかちどき橋の資料館（左端）
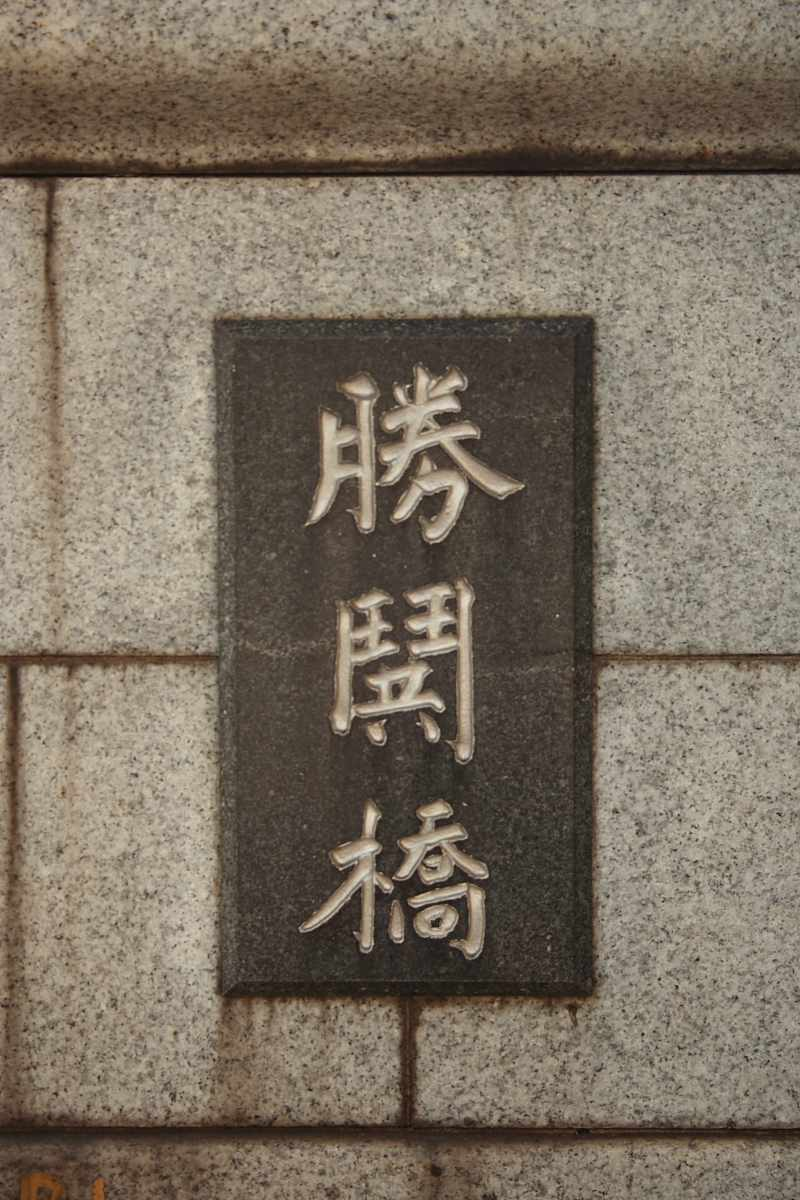
勝鬨橋の石版

## 隣の橋
- 隅田川

（上流） - 中央大橋 - 佃大橋 - 勝鬨橋 - 築地大橋 （下流）